# Gare de Pukinmäki
La gare de Pukinmäki (en finnois : Pukinmäen rautatieasema, en suédois : Pukinmäki järnvägsstation) est une gare ferroviaire du transport ferroviaire de la banlieue d'Helsinki située dans le quartier Pukinmäki d'Helsinki en Finlande.

## Situation ferroviaire
La gare est à 8,0 kilomètres de la gare centrale d'Helsinki entre la gare d'Oulunkylä et la gare de Malmi.

## Service des voyageurs
La gare est desservie par les trains de banlieue I, N, P et T.

### Bus desservant la gare
- 54 Itäkeskus - Pukinmäki - Lassila - Pitäjänmäki - Valimo.
- 61/T/N Rautatientori - Patola - Pukinmäki - Siltamäki / Tapaninkylä / Töyrynummi
- 69 Kamppi - Patola - Pukinmäki - Malmi - Alppikylä - Jakomäki
- 71 Rautatientori - Arabia - Pihlajisto - Pukinmäki - Malmi
- 552 Malmi - Pukinmäki - Maunula - Munkkiniemi - Otaniemi
- 553/K Hakunila - Porttipuisto - Heikinlaakso - Malmi - Pukinmäki - Maunula - Leppävaara
- 603 Malmi - Pukinmäki - Maunula - Pirkkola
- 701 Malmi - Pukinmäki - Viikki
- 702 Malmi - Pukinmäki - Savela